# Edzná

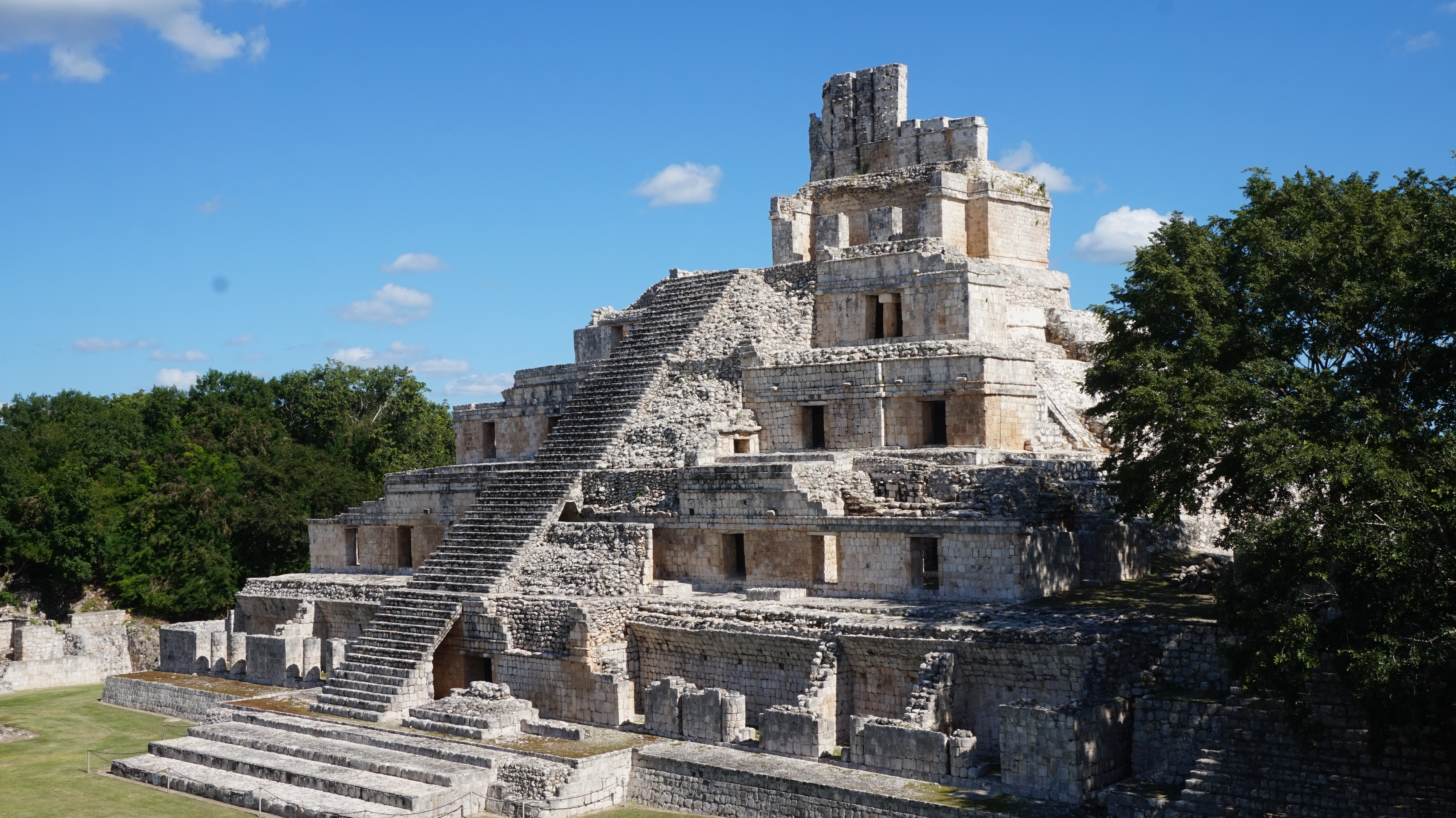
Świątynia pięciu pięter

Edzná – prekolumbijskie miasto założone przez Majów na półwyspie Jukatan (Meksyk) w IV wieku p.n.e.. Miasto zostało założone przez lud Itzá i nazwane jako Edzná-Itzná czyli Dom Ludu Itzá.

## Historia
W okresie od IV wieku p.n.e. do X wieku n.e. Edzná była stolicą regionu, przy czym najbardziej znaczące budowle powstały w okresie pomiędzy V a IX wiekiem. W okresie największego rozwoju miasto zamieszkiwało 25 tysięcy osób. Po roku 1000 Edzná zaczęła się wyludniać i została całkowicie opuszczona około roku 1450.

## Zabytki
- Wielki Akropol (Gran Acropolis), czworoboczna platforma o wymiarach 160 na 160 metrów, na której znajduje się m.in. Świątynia Pięciu Pięter (Templo de los Cinco Pisos) łącząca cechy świątyni i pałacu. Na czterech dolnych poziomach znajdowały się pomieszczenia mieszkalne, na ostatnim piątym poziomie wznosi się świątynia. Dzięki swojej wiedzy astronomicznej budowniczowie zapewnili, że promienie słoneczne wpadają do świątyni tylko na początku sezonu siewów (1-3 maja) i żniw (7-9 sierpnia)[2]. Wysokość całego kompleksu to 31 metrów[3].
- Mały Akropol
- Boisko do gry w pelotę
- Świątynia Maszkaronów